# 格拉斯巴赫河 (大萊訥河支流)
格拉斯巴赫河是德國的河流，位於該國東南部，由巴伐利亞負責管轄，屬於大萊訥河的支流，河道全長2.3公里，發源自格拉斯萬德山南坡。